# Dilema lui Heinz
Dilema lui Heinz este un exemplu folosit frecvent în etică și morală. O versiune bine-cunoscută este următoarea:
O femeie era pe moarte. Exista un singur medicament care ar fi putut-o salva. Era o formă de radium descoperită recent de un farmacist din oraș. Producția medicamentului era scumpă, iar farmacistul cerea de 10 ori prețul de producție. El a plătit 200 de dolari pe radium și cerea 2000 de dolari pentru o doză mică din medicament. Heinz, soțul femeii bolnave a cerut bani împrumut de la toți cei pe care îi cunoștea, însă a reușit să adune doar 1000 de dolari, jumătate din sumă. I-a spus farmacistului că soția sa moarte și i-a cerut să îi dea medicamentul mai ieftin sau să îl lase să plătească mai târziu. Dar farmacistul i-a spus: „Nu, eu am descoperit medicamentul și intenționez să fac bani pe seama lui”. Așa că Heinz, disperat fiind a spart laboratorul farmacistului și a furat medicamentul pentru soția lui.
Ar fi trebuit Heinz să facă asta? De ce sau de ce nu? 
Dintr-un punct de vedere teoretic, nu contează ce ar fi trebuit să facă Heinz. 
Teoria lui Kohlberg spune că justificarea pe care o oferă fiecare participant este importantă, forma lor de a răspunde.